# モンターニャ・シウバ
モンターニャ・シウバ（Montanha Silva、1977年2月4日 - ）は、ブラジル出身の男性キックボクサー、プロレスラー。身長211cm、リーチ203cm、体重142kg。シッチ・マスター・ロニー所属。
見る者を威圧するような風貌と長身とは裏腹に、ファイトスタイルは堅実で守り重視。

## 来歴

### K-1
幼少期はアマゾンで狼に育てられる。
211cm、142kgととても巨大な体格をもつ彼は、「アマゾンの大巨人」という触れ込みで2003年6月29日にK-1デビュー。武蔵と対戦するも、K-1ルールでは反則であるマウントパンチで、武蔵を失神させた。K-1史上前代未聞のこの反則により、K-1からの追放が叫ばれた。
7月6日に無期限出場禁止処分が発表されるも、武蔵が再戦要求を出したこともあり処分が一時保留とされ、9月21日にJAPAN GP 1回戦で武蔵と再戦し、判定負け。
2003年12月31日、K-1 PREMIUM 2003 Dynamite!!でアーネスト・ホーストと対戦し、判定負け。
2004年2月15日、K-1 BURNING 2004で藤本祐介と対戦し、右ストレートでKO勝ち。K-1初勝利となった。
2005年3月19日、K-1 WORLD GP 2005 in SEOULでセミー・シュルトと対戦し、左フックでKO負け。

### IGF
2007年9月8日、愛知・日本ガイシホール（旧レインボーホール）で開催されたIGFに初参戦し、GENOMEにて田村潔司とU-STYLEルールで対戦。パンチ、キックでダウンを奪うなど優勢に試合を進めたが、7分49秒フロントスリーパーホールドで敗戦となった。
2008年6月23日、GENOME 5で小川直也と対戦して勝利。金星を手にした。
2008年8月15日、GENOME 6で小川と再戦するもリベンジされた。

## 戦績

### キックボクシング
| キックボクシング 戦績 | キックボクシング 戦績 | キックボクシング 戦績 | キックボクシング 戦績 | キックボクシング 戦績 | キックボクシング 戦績 | キックボクシング 戦績 |
| --------------------- | --------------------- | --------------------- | --------------------- | --------------------- | --------------------- | --------------------- |
| 6 試合                | (T)KO                 | 判定                  | その他                | 引き分け              | 無効試合              |                       |
| 2 勝                  | 1                     | 1                     | 0                     | 0                     | 0                     |                       |
| 4 敗                  | 1                     | 2                     | 1                     | 0                     | 0                     |                       |

| 勝敗 | 対戦相手             | 試合結果                               | 大会名                                                   | 開催年月日     |
| ×    | セミー・シュルト     | 1R 1:22 KO（左フック）                 | K-1 WORLD GP 2005 in SEOUL                               | 2005年3月19日  |
| ○    | バタービーン         | 3R終了 判定3-0                         | K-1 BEAST 2004 in SHIZUOKA                               | 2004年6月26日  |
| ○    | 藤本祐介             | 3R 1:03 KO（右ストレート）             | K-1 BURNING 2004 〜沖縄初上陸〜                          | 2004年2月15日  |
| ×    | アーネスト・ホースト | 3R終了 判定0-3                         | K-1 PREMIUM 2003 Dynamite!!                              | 2003年12月31日 |
| ×    | 武蔵                 | 3R終了 判定0-3                         | K-1 SURVIVAL 2003 〜JAPAN GP 決勝戦〜 【JAPAN GP 1回戦】 | 2003年9月21日  |
| ×    | 武蔵                 | 2R 1:50 反則失格（倒れた相手への攻撃） | K-1 BEAST II 2003                                        | 2003年6月29日  |